# Oliver Zille

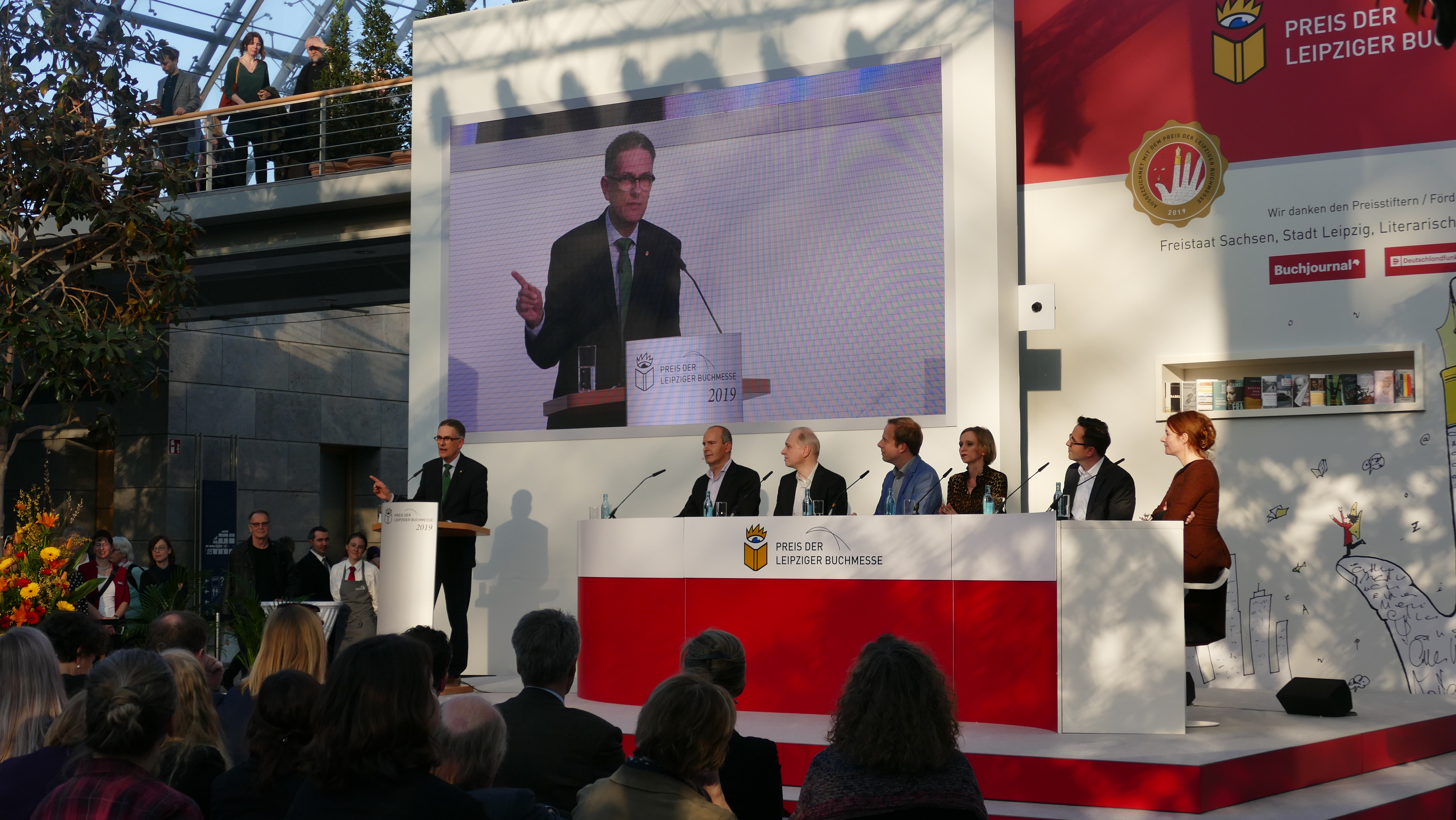
Oliver Zille bei der Eröffnungsrede zum Preis der Leipziger Buchmesse 2019

Oliver Zille (* 21. April 1960 in Leipzig) ist ein deutscher Kulturmanager und war von 2004 bis Ende 2023 Direktor der Leipziger Buchmesse.

## Leben
Zille absolvierte eine kaufmännische Ausbildung im Buchgroß- und Außenhandel und studierte anschließend an der Hochschule für Ökonomie Berlin Außenwirtschaft. Seit 1988 als Referent bei der Leipziger Messe beschäftigt, leitet er seit 1993 die Leipziger Buchmesse – zunächst als Projektleiter, seit 2004 als Direktor. Daneben leitet er das Lesefest „Leipzig liest“ und die im Rahmen der Buchmesse stattfindende „Manga-Comic-Con“.
Im Juni 2023 kündigte Zille an, zum Jahresende seinen Direktorenposten bei der Leipziger Buchmesse aus persönlichen Gründen aufzugeben. Seine Nachfolgerin wurde ab 1. Januar 2024 die Germanistin und Anglistin Astrid Böhmisch.

## Wirken
Zille war wesentlich für die Neuausrichtung und das Wachstum der Leipziger Buchmesse nach der Wende verantwortlich. In Abgrenzung zur Frankfurter Buchmesse entwickelte er Leipzig gezielt zu einer „Messe für die Leser“. Das 1991 auf Initiative des Club Bertelsmann gegründete Lesefest „Leipzig liest“ wurde unter Zilles Führung zum größten Literaturfestival Europas ausgebaut. Vor allem die Schwerpunktsetzungen der Buchmesse bei der literarischen Nachwuchs- und Leseförderung und der Vermittlung von ost- und südosteuropäischer Literatur auf den deutschen Buchmarkt werden auf seinen Einfluss zurückgeführt. Für seine Verdienste um die Literaturvermittlung wurde er 2013 von der französischen Regierung zum Chevalier dans l’Ordre des Arts et Lettres ernannt.

## Ehrungen und Auszeichnungen (Auswahl)
- 2010 Goldene Nadel des Börsenvereins des Deutschen Buchhandels[7]
- 2013 Chevalier dans l'Ordre des Arts et Lettres
- 2015 Leipziger Tourismuspreis (Kategorie Persönlichkeiten)[8]
- 2023 Plakette „Dem Förderer des Buches“[9]
- 2025 Sächsische Verfassungsmedaille[10]
- 2025 Österreichisches Ehrenkreuz für Wissenschaft und Kunst I. Klasse[11]